# はたけカカシ
はたけ カカシ は、岸本斉史作の漫画作品およびそれを原作としたアニメ『NARUTO -ナルト-』に登場する架空の人物。アニメでの声優は井上和彦、少年時代は田村睦心。ミュージカルでの俳優は岩﨑大（2006年）、君沢ユウキ（2015年）。

## 概要

カカシの鈴

主人公・うずまきナルトの師であり、第一部でナルト、うちはサスケ、春野サクラの第七班を担当する教官。第二部では第七班の他、第八班と第十班の臨時隊長も務める。

### 実力
「木ノ葉の白い牙」の異名で他国から恐れられた天才忍者・はたけサクモの子であり、父譲りの逆立てた銀髪をした長身痩躯の男性。常に口元を覆うマスクを装着し、第三次忍界大戦・神無毘橋の戦いの後は額当てをずらして左目も覆っている。
5歳で下忍、6歳で中忍、12歳で上忍になった「木ノ葉隠れ」きっての天才忍者。若くして暗部（暗殺戦術特殊部隊）に所属していたこともあり左腕にはその証の刺青がある。テンゾウ（ヤマト）は当時の後輩。忍者学校（アカデミー）卒業直後に行われる最終試験では、「年相応の子供らしい素直に言うことを聞くだけのボンクラ」を認めず、ナルトとサスケとサクラ以前に担当した下忍は全員不合格にしているが、疾風伝暗部篇では不合格にした下忍達はその演習がきっかけでいずれも改心している。
忍・体・幻術全てを得意とし、頭脳明晰であり、厳格さを持ち、冷静沈着な状況判断力を持つ。その実力は木ノ葉の上忍の中でも随一であり、他国の忍や暁のメンバーにもその実力が知られている。綱手や自来也も次期火影の器であるとまで述べており、第二部では昏睡状態に陥った綱手の後任に推薦されるほどである。同じ木ノ葉の上忍のマイト・ガイと同期で、永遠のライバル。
また、発想力に富んでおり、ナルトの性質変化による風遁・螺旋手裏剣の修行を考案するなど様々なアイデアを出している。読書をしていることが多く、自来也の著書『イチャイチャシリーズ』を愛読するなど、様々なアイデアの元となる行動が見受けられたり、発想力に富んでいる場面が所々で見受けられる。
血継限界である写輪眼を持ち、この洞察眼によって1000種類以上の技を写し取り自分の技にしてきたため、他国では「写輪眼のカカシ」又は「コピー忍者のカカシ」という異名をもつ。しかしスタミナを多く消耗するため、多用すると戦闘不能に陥るという欠点がある。戦闘不能になると決まって入院してしばらく寝込むので、強敵との戦闘が続くと「写輪眼を無理して使う→寝込んで入院する」と繰り返し、運良く入院せずに済んだ時にはナルト達に驚かれてしまい、自分のイメージにショックを受けていたようである。第二部では写輪眼の上位瞳術・万華鏡写輪眼を使用するようになり、通常の写輪眼では寝込むことはなくなったが、万華鏡写輪眼を多用するとやはり寝込む。上記の通りカカシは写輪眼を持っているが、カカシはうちは一族の血縁ではなく、左目だけにある。これはうちはオビトから譲り受けたものである（後述）。

### 師匠として
指導力が高く、師匠としても優秀。ナルト達に忍者としての心構えはもちろん、チームワーク、仲間の大切さ、思いやり、命の尊さなど、人として大切なことを教え、時には厳しくありつつも、温かい師としてナルト達に接している。また、教え子を見張る警戒心が鋭く、目を離し隙を見せることはほとんどない。ナルトに性質変化を教えている時でも読書をしつつも目を離すことはなく、ナルトが体力尽きて倒れた時にはすぐに助けに入っている。その他にはサスケの里抜けでナルトが追いかけていったことを知った時にはすぐにナルトを追いかけていき、シカマル達がアスマの仇討ちに出発しようとした時には同行し、サスケに復讐の愚かさを説くなど、常に警戒心を持ち、教え子達を的確に見守っている（カカシに対し、自来也はナルトの螺旋丸の修行などで目を離すなど放任がより多く見受けられる）。
幼少期に父・サクモが忍の掟よりも仲間の命を取った結果、木ノ葉の里から誹謗中傷され、挙げ句の果てには命を助けた仲間が裏切り、その仲間からも誹謗中傷され恩を仇で返され、心身疲労により自決した。その出来事へのトラウマからルールに固執し、任務では仲間に冷徹に接していたが、第三次忍界大戦においてオビトから仲間の大切さを伝えられ、そのオビトが死んだとされた後は180°性格転換し、マイペースでのんびり屋な温かい性格となった（後にオビトは助かり存命）。オビトに仲間の大切さを伝えられた後、自らの過ちに気づき、後に教え子達に仲間の大切さや人として大切なことを教えている。
第一部では教え子から尊敬される師と評価されてきていたものの、第二部になってからは教え子達も成長したことによる自分への接し方の変化から、自分の威厳の減少を悩んでいる場面がある。

### その他
口が上手く、後輩（ヤマト）をおだててラーメンをおごらせる、ガイに真剣勝負を持ちかけられた際に「運も実力のうち」といってジャンケンで応じるなど、飄々と人を受け流すのが得意。「ま! ○○だ…」や「○○でしょ」や「○○だね…どーも」が口癖。一人称は基本的に「オレ」。
個人的な事情で遅刻が多く、遅れた時には「自分の前を黒猫が横切った」「人生と言う名の道に迷った」「道に迷ったおばあさんがいたから」等のかなり無理な言い訳をして、部下によく突っ込まれる。その事情とは殉職者の慰霊碑に立ち寄り、親友・オビトの死を偲んでいる為。遅刻しない為に朝早くに来ているらしいが、曰く「昔のバカだった自分をいつまでも戒めたくなる」ため遅くなっているという。
マスクの下の素顔を他人に見せる機会は全くなく、食事を理由にマスクを外すときですら、他人からの視線が外れたわずかな時間で完食してしまうため、ナルトたちは何度も見ようとして手をこまねいては失敗している。素顔は、正面から見て口の右下に黒子があり、全体的に整った顔立ちをしている。カカシ本人としては、自分の素顔を暴くため3人が協力することがチームワークの強化に繋がると考えており、あえて素顔を見せず煙に巻いている。なお、この素顔にカツラやメイクなど簡単な変装をして「スケア」（声 - 鈴村健一）と名乗り、表向きジャーナリストとして木ノ葉の人々の様子を見ている。
第四次忍界大戦終結後に六代目火影になったことから、退任後も周囲からは「カカシ様」と呼ばれるようになるが、本人は気に入っておらず、呼ばれる度に「様はやめて」と自ら注意している。

## プロフィール
- 忍者登録番号：009720
- 忍者学校卒業年齢：5歳
- 中忍昇格年齢：6歳
- 誕生日：9月15日
- 星座：おとめ座
- 血液型：O型
- 好きな食べ物：サンマの塩焼き、茄子の味噌汁
- 嫌いな食べ物：天婦羅、甘いもの
- 好きな言葉：チームワーク
- 趣味：読書（イチャイチャシリーズ）
- 戦ってみたい相手：四代目火影・波風ミナト

## 経歴

### ミナト班時代
第三次忍界大戦期で上忍に昇進し、ミナト班が結成されたばかりの時代で、「木ノ葉の黄色い閃光」と呼ばれる上官（後の四代目火影・波風ミナト）の下、チームメイトのうちはオビト、のはらリンと共に神無毘橋破壊任務につき、岩隠れの忍と交戦する。しかし、性格が逆のオビトとギクシャクした関係にあり（ナルトとサスケのような関係）、ミナトやリンから絶えず心配されていた。
そんな中、任務の効率を考え上忍になったカカシ自身を隊長としたリン、オビト班とミナト一人という二つの班に分かれたが、リンが敵のアジトに捕虜として拉致され、幻術をかけられてしまう。そのため、上官のミナトが単独行動で側にいないためにカカシは任務続行の判断をしようとするも、オビトがリンを助けようしたため対立し、やがてオビトの仲間意識に圧されて意気投合して救出に向かうこととなる。
敵のアジトを前にしてオビトを庇って左目に重傷を負うも、戦闘中にオビトが写輪眼を開眼し、敵の姿を消す忍術「迷彩隠れの術」を写輪眼で見破り、リンの救出に成功した。しかし、敵が「土遁・岩宿崩し」でアジトを崩壊させた際に、死角となっていた左目付近に岩の破片が落下して転倒してしまい、それを助けようとするオビトが大岩の下敷きとなり致命傷を負ってしまう。
敵が迫り来る中、オビトは最後の力を振り絞り、「自分だけ上忍昇格祝いを贈っていないから」と、自らの写輪眼を差し出す旨を伝えられる。オビトは敵の忍術で瓦礫の下に埋もれ死亡するが、リンの医療忍術によってオビトの写輪眼を左目に移植され、自分を好いてくれていることが分かっていたリンに告白を受けながらも振り、リンに好意を抱いていたオビトの遺志を汲み、自分を犠牲にしてでもリンを守ろうとし、それでも圧倒的不利な状況にあったが、時空間忍術で駆けつけてきたミナトによって、敵勢力は全て倒され、生還した。しかし、その後にうちはマダラの策略によって、リンは霧隠れの実験体にされてしまい、止む無く彼女を手に掛け、自らは戦場で気絶してしまう（後にその現場は復活したオビトに目撃されてしまい、彼が「月の眼計画」に同意する結果を生み出してしまう）。このときに左眼は「万華鏡写輪眼」を開眼した。
アニメ疾風伝ではこれがトラウマになり、任務に集中できなかったが、火影に就任したばかりのミナトの手で暗部に任命されたと描写されている。敵を容赦なく追いつめ トドメを刺す姿からいつしか冷血カカシと呼ばれ始める。ミナトの死後、ダンゾウから「根」への勧誘を受ける。以来、うちはのクーデターなどに巻き込まれていくことになる。
原作では、第一部から第二部へ移行するにあたってワンクッション置くことを目的としたストーリーとして、3週に渡って掲載された。正式名称は「カカシ外伝～戦場のボーイズライフ」。更に2014年には、暗部篇と題して、暗部時代のカカシとその時代背景を追ったテレビオリジナルストーリーが放送された。

### 第一部
27歳。身長181cm。体重67.5kg。ナルト、サスケ、サクラら第七班の教官として登場、九尾の人柱力ナルトとうちは一族の生き残りサスケの監視役として三代目火影からの密命と思われる（小説版ではそのように描かれている）。
演習においては忍を侮っていた彼らに対してチームワークの大切さを叩き込む。当初は飄々としながらも強面なキャラクターだったが、第七班のメンバーを下忍として合格とさせてからは温和な師としての面が強くなり、慕われる存在となっている。また、過去の経験が影響しているのか、味方の危機には身を挺して臨むところがあり、直後の波の国の任務では、桃地再不斬との戦いでその実力を見せ付ける。
その後、下忍となって間もない第七班を中忍試験に推薦、中忍試験の前後においてはナルトが自来也との修行で螺旋丸を体得する一方、同じ写輪眼を持つサスケに自身の必殺技【千鳥】を教え、「木ノ葉崩し」においてはサクラ達にサスケの追跡を命ずる傍ら、上忍としてガイらと共に敵を殲滅する。
「木ノ葉崩し」後に、里に侵入した暁メンバーのうちはイタチ、干柿鬼鮫の2名と交戦、自らに加え、木ノ葉上忍の猿飛アスマ、夕日紅の協力をもってしてもイタチ達を撃退することはできず、イタチの瞳術「月読」によって戦闘不能に追い込まれるが、ガイの救援によって辛くもイタチと鬼鮫を退却させる。
ガイの助けと火影として里に帰還した綱手の治療によって回復するが、その後は上忍としての任務が多忙となり、サスケの「里抜け」には間に合わなかった。

### 第二部
30⇒31歳。カカシ班としてナルト、サクラと共に五代目風影・我愛羅奪還任務に参加、暁メンバーのデイダラとの戦いでは万華鏡写輪眼を発動し、別の空間へ対象を引きずり込む「神威」で右腕を消し去るも、戦闘不能にさせるには至らなかった。また、デイダラが分身を自爆させた時は、爆発ごと別の空間へ転送させるという離れ業を見せたが、任務終了後は万華鏡写輪眼使用の反動による疲労で入院し、後輩のヤマトに自分の代理を任せた。
退院後はヤマトと共にナルト強化の修行をしていたが、その最中に暁の手によって猿飛アスマが殺されたことを知り、修行の最終段階をヤマトに任せ、自身は仇討に出ようとするシカマル達アスマ班の臨時の隊長に就く。その後、荒地にて暁の不死コンビ、角都・飛段と交戦するも、二人の特異な能力の前に苦戦を強いられ、雷切で角都の心臓を破壊したが、複数の心臓を持っていたために戦闘不能には至らず、逆に角都に心臓を奪われそうになるが、ナルト達の加勢により形勢逆転、雷切で虫の息の角都に止めを刺した。
ペイン襲来の際は、イルカら負傷者を守るため天道、修羅道と交戦、天道の能力に苦戦していたところに、チョウザ・チョウジの班が援軍として到着、チョウザの「部分倍加」で修羅道を叩き潰し、秋道父子との連携で天道をあと一歩まで追いつめるが、止めの雷切は修羅道によって阻まれ、天道の「神羅天征」によってチョウザ班と共に瀕死のダメージを負う。比較的軽傷のチョウジに、綱手へ天道の能力を伝えるよう指示するが、修羅道が追撃すべく放ったミサイルからチョウジを守るため、残されたチャクラを振り絞り、「神威」でミサイルを消失させて息絶えた。その後の死の世界で父・サクモと再会、ひとときの会話の後、改心した長門が放った「外道・輪廻天生の術」で蘇生する。その後、小南と別れたナルトを迎えに行き、彼と共に里へ戻った。
サスケが雷影の弟であるキラービーを倒したためにサスケ抹殺命令及び五影会談が開かれることになり、サスケの抹殺命令撤回の為にナルトとヤマトと共に雷影と会い、撤回を申し出るも拒否されてしまうが、ナルトの誠意を伝え、話し合いは終わる。その後、突如現れたマダラを名乗るトビからイタチの真実を聞かされ、程無くして来訪した我愛羅たちにダンゾウに代わる次期火影推薦の件を伝えられ、緊急時ということもあり承諾する。
サイからサクラが1人でサスケを殺しに向かったことを告げられ急いで後を追い、サスケに殺されそうになったサクラを寸前で救う。その後は第七班の隊長でありながら3人をバラバラにさせてしまった責任を感じ、サクラに謝罪し、サスケには説得を試みるも届かず、サスケを殺すのは自分の役目としてサクラの覚悟を受け取り、サスケと対峙することを決意、更なるパワーアップを遂げたサスケの「須佐能乎」の前に苦戦を強いられるが、戦いのさなかにナルトが現れ、ナルトとサクラを退かせてなおも自分自身でサスケを処理しようとするものの、ナルトの思いと決意を聞き、ナルトがサスケを戦うことを認める。しかし、ただでは退かず、今のサスケを作り上げた元凶であるトビを「神威」で葬ろうとするが、トビから一蹴され、両陣営とも戦いに備えて撤退することとなる。
里に戻った後は正式に火影に任命されることになるが、意識を回復した綱手が復帰したために任命を取り消された。第四次忍界大戦では忍連合戦闘大連隊第3部隊の隊長に任命され、蘇生された再不斬や白と再度交戦、意志を奪われ操り人形と化した再不斬に雷切で止めを刺そうとするが、第一部（前述）のように白が身代わりとなる。しかし、再不斬に胴体を切断される寸前で避け、腹部を負傷しながらも雷切で腕を破壊し、戦闘不能にすることに成功した。
忍刀七人衆全員の封印を成功させると、ガイと共にナルトとビーの援護に向かい、トビと尾獣6体との戦いに挑む。しかし、苦戦する中でトビの万華鏡写輪眼の能力が、自分と同じ神威である上に、2人の万華鏡写輪眼の時空間がつながっているという事実を看破、それを逆手に取った戦法でトビの仮面を砕く。その正体が、戦死したはずのかつての友・うちはオビトの成れの果てであることを知ると、同時に彼の歪みの原因を生んだのが自分であることに激しく動揺するが、ナルトの「絶対に仲間を殺させない」という言葉で冷静さを取り戻す。そして、九尾・九喇嘛からチャクラを与えられて万華鏡写輪眼の能力が向上しオビトに反撃するが、十尾が復活したことで劣勢に立たされる。忍連合軍が合流しネジが戦死した後、ナルトから再度九尾のチャクラを与えられてオビトたちと交戦し続ける。十尾を神威で飛ばそうとするも、それを阻止しようとしたオビトとともに時空間へ移動。オビトから戦争を起こした真の理由を聞かされ誘いを受けるも、仲間の意志を顧みないオビトをかつて彼から受けた言葉によって諭し、「かつて友だった頃のオビト」の意思を守るため「今のオビト」を殺す覚悟を決め、雷切でオビトの胸を貫き、致命傷を負わせた。激闘の末にオビトを敗北に追い込んだ後、止めを刺そうとするが、ナルトとミナトの仲裁によって断念し、オビトとの和解を選んだ。
尾獣を抜かれたオビトの身体を利用してマダラが復活し、更に新たな十尾の人柱力となったマダラを媒体に大筒木カグヤが復活した後、もはや命の尽き掛けたオビトと共に、神威によって異空間に飛ばされたナルト達を助けるべく行動。その結果、オビトは自身をカグヤの「共殺の灰骨」から庇って死亡するが、死後の世界へと向かったオビトから「六代目火影への就任」を要請され、その前祝いとして限定的に両目の万華鏡写輪眼の力を得る。そして、完成体・須佐能乎を発動させたカカシは第7班班長としてナルト、サスケ、サクラの指揮を執り、カグヤの封印に成功した。
第四次忍界大戦終結より1年後に、綱手の後任として六代目火影となる。小説『カカシ秘伝』では、写輪眼も雷切も失い弱体化したことへの引け目や「自分が火影で本当にいいのか」という不安から就任を保留し続けていたが、波の国で発生したテロ事件を経て覚悟を決め就任を受け入れたことが描かれている。

### BORUTO
火影の座をナルトに譲って表舞台を去り、一人の忍として未熟な彼のサポートにまわっている。
アニメ及びノベライズ版では、ボルトたちの忍者学校卒業試験にて、自ら希望して試験官を務める。忍になるということを甘く捉えている受験生たち、とりわけ将来の展望がないまま忍を目指すボルトを批判し心身ともに打ちのめすが、競い合いを止めて全員一丸となって自分に挑んできたチームワークを評価し、全員に合格判定を出した。
アニメではサスケの紹介でボルトに修行をつけてほしいと請われた際には、渋々承諾して新術開発に付き合い「風遁・螺旋丸」を習得させた。

## 戦闘方法

カカシの口寄せである忍犬「パックン」のマーク

子供の年齢にして上忍にまで昇進、更には暗部にも所属した経験があることからも、その実力は同じ里の忍達からも尊敬され、火影に推薦されるほどである。しかし第七班結成当初は「体が鈍っていた」（本人談）ために全盛期ほどの力を持っておらず、中忍試験編中盤では大蛇丸の暗躍に備え、片方の腕を使わずに崖を登る『崖登りの業』を行って自身を鍛え直していた。
主な性質変化は「雷」と「水」と「土」だが、その他の性質の術も写輪眼でコピーしているため使用可能。
数多くの術を会得し、その中には師である四代目火影・波風ミナトのオリジナル忍術【螺旋丸】も含まれるが、ミナトが目指す「形態変化と性質変化の融合」を完成させることはできなかった。
【口寄せの術】では嗅覚に優れた忍犬を口寄せし、追尾・探索任務にも対応できる。

### 写輪眼

カカシの万華鏡写輪眼

うちは一族ではないにもかかわらず左目に写輪眼を持つ。これは上忍に昇格した直後の任務（神無毘橋の戦い）の際に左目を負傷し、後に瀕死の重傷を受けた親友のうちはオビトから譲り受けてリンの医療忍術により移植したものである。うちは一族ではないカカシが写輪眼を得た事に対してうちは一族は当時大いに反発したが、オビトの意志を尊重したうちはフガクの後ろ盾によって事無きを得ている。
本来の写輪眼は瞳術を使う時だけ写輪眼の紋様が浮かぶが、うちはの血を持たないカカシは紋様が浮かんだ状態の眼球を移植したため、通常の瞳に戻らない。これにより左目を開けている間は常に写輪眼の力を発揮しスタミナを消耗してしまうので、普段は額当てをずらして眼帯のようにすることで隠しており、休息時も瞼を閉じている。さらにうちはの血族でない体に半ば無理やり写輪眼を宿しているため、副作用により大量のチャクラとスタミナを消費してしまい、酷使すると長期間戦闘不能になるほど疲労するという欠点もある。
第四次忍界大戦の終盤には酷使によって失明寸前に陥り、我愛羅の砂で自身を運んでもらうことで何とか神威の照準を合わせられる状態であった。その後、オビトから輪廻眼を回収すべく神威の時空間に侵入しようとしたうちはマダラに写輪眼を奪われ、彼の手により再びオビトの左眼に戻された。カカシ自身は六道仙術に目覚めたナルトの力により、自分自身の細胞から新造された新たな眼を得ている。そののち再びオビトから、精神世界を通じて「オビトの魂が昇天するまで」という時間制限付きで両目に写輪眼（万華鏡写輪眼）の瞳力を借り受ける。一時オビトが六道の力を得たこともあってサスケやマダラの完全体・須佐能乎に似たスサノオも発動できるようになっている（その顔にはカカシの左目元にある傷と同様の亀裂が入っている）。
万華鏡写輪眼 神威
第二部以降から使用している新たな瞳術。この万華鏡写輪眼による能力は、「視界に入れ、ピントを合わせた範囲内に存在する物体を別空間に強制的に転移させる」というもので、本来の所有者であるトビ（うちはオビト）の操る時空間忍術と、基本は同じであるが、トビのように、自らの体の一部を一時的に時空間へ移動させることは不可能な模様。ただし、九喇嘛のチャクラを使うことで自身の時空間転移を可能としている。
カカシはこの万華鏡写輪眼を、霧隠れの里にさらわれたリンを奪還する際に、リンを自らの手にかけてしまったのが切っ掛けで開眼させており、実はその場にいたオビトもまた、同時に万華鏡写輪眼へ開眼させている。

### 雷切
カカシが上忍に昇格したばかりの頃に開発した雷遁系の超高等忍術。掌に雷の性質変化を加えたチャクラを集め、肉体を活性化させて標的に吶喊し突きで仕留めるという暗殺用の必殺技。普通に使うと相手のカウンターを見切れず返り討ちに遭いやすいという欠点を抱えていたが、オビトから譲り受けた写輪眼により標的の動作を見切ることで克服し完成に至った。
なお、1発使う度に膨大なチャクラを消費する上、上記のように燃費の悪い写輪眼との併用も要求されるため連発ができない。第四次忍界大戦で写輪眼を失ってからは代わりの技として「雷遁・紫電」を開発している。
元々の名称は「千鳥」で、雷切とはこの術で雷を切ったという逸話に基づく別名。後にこの術を会得したサスケやうちはサラダは本来の名称を用いている。

### 使用術一覧
（術の詳細についてはNARUTO -ナルト-#術を参照）
- 雷遁
  - 紫電（カカシ秘伝、BORUTO）
  - 雷切（元の名前は「千鳥」）
  - 雷切穿光（激闘忍者大戦!3、4）
  - 雷切弐連突（ナルティメットヒーロー2、3）
  - 雷切一閃（ナルティメットヒーロー3）
  - 雷切・一尖（ナルティメットアクセル、ナルティメットクロス）
  - 雷切・双穿光（激闘忍者大戦!EX）
    - 雷遁影分身（原作は「雷遁・影分身」ではない）
    - 雷遁雷獣追牙（ナルティメットストーム2では「雷獣走りの術」）

  - 雷伝
  - 影分身
- 水遁
  - 水分身の術（再不斬からコピー）
  - 霧隠れの術（再不斬からコピー、アニメ（疾風伝・第15話））
  - 水陣壁
  - 水龍弾の術（再不斬からコピー）
  - 大瀑布の術（再不斬からコピー）
  - 水鮫弾の術（鬼鮫からコピー）
- 火遁
  - 水霧（カカシ烈伝)
  - 豪火球の術（アニメ（疾風伝・第4話）、ナルティメットアクセル）
  - 炎弾（ナルティメットストーム）
- 土遁
  - 口寄せ・追牙の術
  - 心中斬首の術
  - 土流壁
  - 多重土流壁
  - 裂穿牙（ナルティメットアクセル、ナルティメットクロス）
  - 土波（疾風伝）
- 風遁
  - 大突破（ナルティメットアクセル）
- 形態変化
  - 螺旋丸
- 時空間忍術
  - 口寄せの術
  - 瞬身の術
- 分身系
  - 影分身の術
- 体術
  - 木ノ葉隠れ秘伝体術奥義千年殺し
  - 表蓮華（アニメ（疾風伝・第3話、第85話））
- 封印術
  - 封邪法印
- 幻術
  - 魔幻・奈落見の術
- 写輪眼
  - 万華鏡写輪眼
    - 神威
      - 神威手裏剣
      - 神威雷切

    - 須佐能乎
- 氷遁
  - 一角白鯨（劇場版第一弾で狼牙ナダレより、コピーが可能なのは原作と設定が違うため）

## 登場映画
第2作を除く全作品に登場している。
- 劇場版 NARUTO -ナルト- 大活劇!雪姫忍法帖だってばよ!!
10年前の因縁の相手狼牙ナダレを体術でうち破る。
- 劇場版 NARUTO -ナルト- 大興奮!みかづき島のアニマル騒動だってばよ
ナルト、サクラ、リーを率いて月の国に向かう。
- 劇場版 NARUTO -ナルト- 疾風伝
ガイと共に兵馬俑の迎撃部隊に参加しており、第7班とは別行動をとっていた。
- 劇場版 NARUTO -ナルト- 疾風伝 絆
空忍の追撃部隊の四人の内の一人に選ばれた。
- 劇場版 NARUTO -ナルト- 疾風伝 火の意志を継ぐ者
里と里の人々を守るため里を抜け卑留呼のもとへ行く。
- 劇場版 NARUTO -ナルト- 疾風伝 ザ・ロストタワー
若い頃のカカシが登場。カカシ外伝よりも前の時代であるため、写輪眼は持っていない。ミナトの推薦で楼蘭での任務に参加する。同時上映作では親睦会の幹事を務めた。
- 劇場版 NARUTO -ナルト- ブラッド・プリズン
- ROAD TO NINJA -NARUTO THE MOVIE-
月読世界のカカシが登場。
- THE LAST -NARUTO THE MOVIE-
六代目火影として登場。
- BORUTO -NARUTO THE MOVIE-
既に第一線を退いている。セリフ無し。